# Cyrtandra vriesii
Cyrtandra vriesii är en tvåhjärtbladig växtart som beskrevs av Charles Baron Clarke. Cyrtandra vriesii ingår i släktet Cyrtandra och familjen Gesneriaceae. Inga underarter finns listade i Catalogue of Life.